# 王穆之
王 穆之（おう ぼくし）は、中国東晋の哀帝司馬丕の皇后。本貫は太原郡晋陽県。

## 生涯
父は司徒左長史の王濛。母は爰氏。
琅邪王司馬丕に嫁ぎ、妃（正室）となった。司馬丕が即位すると、升平5年（361年）9月、皇后に立てられた。興寧3年正月庚申（365年2月22日）、崩じた。靖と諡された。
姪（王蘊の娘）の王法慧は孝武帝の皇后になった。

## 伝記資料
- 『晋書』巻32 列伝第2 后妃下